# 친일파 708인 명단 - 조선귀족
친일파 708인 명단 - 조선귀족은 2002년 민족정기를 세우는 국회의원모임에서 발표한 친일파 708인 명단 가운데 조선귀족 작위를 받았거나 물려받은 115명의 명단이다. 유형이 중복되는 경우에는 이름 옆에 해당 유형을 부기했다.

## 〈조선귀족〉 목록

### 1910년 10월 수작자

#### 가
- 고영희 (高永喜) : 자작 - 정미칠적, 경술국적, 중추원
- 권중현 (權重顯) : 자작 - 을사오적, 중추원
- 김병익 (金炳翊) : 남작
- 김사준 (金思濬) : 남작
- 김사철 (金思轍) : 남작
- 김성근 (金聲根) : 자작
- 김영철 (金永哲) : 남작
- 김종한 (金宗漢) : 남작
- 김춘희 (金春熙) : 남작
- 김학진 (金鶴鎭) : 남작

#### 나
- 남정철 (南廷哲) : 남작

#### 마
- 민병석 (閔丙奭) : 자작 - 경술국적
- 민상호 (閔商鎬) : 남작 - 중추원
- 민영규 (閔泳奎) : 자작
- 민영기 (閔泳綺) : 남작 - 친일단체
- 민영소 (閔泳韶) : 자작
- 민영린 (閔泳璘) : 백작
- 민영휘 (閔泳徽) : 자작
- 민종묵 (閔種默) : 남작
- 민형식 (閔炯植) : 남작

#### 바
- 박기양 (朴箕陽) : 남작
- 박영효 (朴泳孝) : 후작
- 박용대 (朴容大) : 남작
- 박제빈 (朴齊斌) : 남작
- 박제순 (朴齊純) : 자작

#### 사
- 성기운 (成岐運) : 남작
- 송병준 (宋秉畯) : 자작 - 정미칠적, 일진회, 중추원, 친일단체

#### 아
- 윤덕영 (尹德榮) : 자작 - 경술국적
- 윤웅렬 (尹雄烈) : 남작
- 윤택영 (尹澤榮) : 후작
- 이건하 (李乾夏) : 남작
- 이근명 (李根命) : 자작
- 이근상 (李根湘) : 남작 - 중추원
- 이근택 (李根澤) : 자작 - 을사오적, 중추원
- 이근호 (李根澔) : 남작
- 이기용 (李埼鎔) : 자작 - 일본 귀족원 의원 및 제국의회 의원
- 이병무 (李秉武) : 자작 - 정미칠적, 경술국적, 조선총독부 군인
- 이봉의 (李鳳儀) : 남작
- 이완용 (李完用) : 백작 - 을사오적, 정미칠적, 경술국적, 중추원, 친일단체
- 이완용 (李完鎔) : 자작
- 이용원 (李容元) : 남작
- 이용태 (李容泰) : 남작
- 이윤용 (李允用) : 남작 - 친일단체
- 이재각 (李載覺) : 후작
- 이재곤 (李載崑) : 자작 - 정미칠적, 중추원
- 이재극 (李載克) : 남작
- 이재완 (李載完) : 후작
- 이정로 (李正魯) : 남작
- 이종건 (李鍾健) : 남작
- 이주영 (李胄榮) : 남작
- 이지용 (李址鎔) : 백작 - 을사오적, 중추원
- 이하영 (李夏榮) : 자작 - 중추원
- 이해승 (李海昇) : 후작
- 이해창 (李海昌) : 후작
- 임선준 (任善準) : 자작 - 정미칠적, 중추원

#### 자
- 장석주 (張錫周) : 남작 - 중추원
- 정낙용 (鄭洛鎔) : 남작
- 정한조 (鄭漢朝) : 남작
- 조동윤 (趙東潤) : 남작 - 조선총독부 군인
- 조동희 (趙東熙) : 남작
- 조민희 (趙民熙) : 자작 - 경술국적, 중추원
- 조중응 (趙重應) : 자작 - 정미칠적, 경술국적, 중추원, 친일단체
- 조희연 (趙羲淵) : 남작 - 중추원

#### 차
- 최석민 (崔錫敏) : 남작

#### 하
- 한창수 (韓昌洙) : 남작 - 중추원

### 1910년 10월 이후 수작자

#### 가
- 고희경 (高羲敬) : 백작 - 중추원 (고영희의 습작)

#### 마
- 민건식 (閔健植) : 남작 - 중추원 (민영기의 습작)
- 민충식 (閔忠植) : 자작 (민영소의 습작)

#### 바
- 박경원 (朴經遠) : 남작 (박용대의 습작)

#### 사
- 성주경 (成周絅) : 남작 (성기운의 습작)
- 송병준 (宋秉畯) : 백작
- 송종헌 (宋鍾憲) : 백작 (송병준의 습작)

#### 아
- 이달용 (李達鎔) : 후작 (이재완의 습작)
- 이완용 (李完用) : 후작
- 이인용 (李寅鎔) : 남작 (이재극의 습작)
- 이항구 (李恒九) : 남작
- 임선재 (任宣宰) : 자작

#### 자
- 장인원 (張寅源) : 남작 (장석주의 습작) - 중추원, 기타
- 정영두 (鄭永斗) : 자작[1]
- 조중수 (趙重壽) : 자작 (조민희의 습작)

#### 차
- 최정원 (崔正源) : 남작 (최석민의 습작)

#### 하
- 한상억 (韓相億) : 남작 (한상기의 습작)

### 작위를 물려받은 자 (습작자)

#### 가
- 고흥겸 (高興謙) : 백작 (고희경의 습작)
- 권태환 (權泰煥) : 자작 (권중현의 습작) - 중추원
- 김석기 (金奭基) : 남작 (김사철의 습작)
- 김세현 (金世顯) : 남작 (김종한의 습작)
- 김영수 (金英洙) : 남작 (김영철의 습작)
- 김호규 (金虎圭) : 자작 (김성근의 습작)

#### 나
- 남장희 (南章熙) : 남작 (남정철의 습작)

#### 마
- 민영욱 (閔泳頊) : 남작 (민상호의 습작)
- 민철훈 (閔哲勳) : 남작 (민종묵의 습작)
- 민형식 (閔衡植) : 자작 (민영휘의 습작)
- 민홍기 (閔弘基) : 자작 (민병석의 습작)

#### 바
- 박부양 (朴富陽) : 자작 (박제순의 습작)
- 박승원 (朴勝遠) : 남작 (박기양의 습작)

#### 아
- 이규환 (李圭桓) : 남작 (이주영의 습작)
- 이기원 (李起元) : 남작 (이봉의의 습작)
- 이능세 (李能世) : 남작 (이정로의 습작)
- 이덕용 (李德鎔) : 후작 (이재각의 습작)
- 이범팔 (李範八) : 남작 (이건하의 습작)
- 이병길 (李丙吉) : 후작 (이완용(李完用)의 습작)
- 이병옥 (李丙玉) : 남작 (이윤용의 습작)
- 이영주 (李永柱) : 백작 (이지용의 습작)
- 이원호 (李原鎬) : 남작 (이용원의 습작)
- 이장훈 (李長薰) : 남작 (이근상의 습작)
- 이종승 (李鍾承) : 자작 (이충세의 습작)
- 이창훈 (李昌薰) : 자작 (이근택의 습작)
- 이충세 (李忠世) : 자작 (이근명의 습작)
- 이해국 (李海菊) : 자작 (이재곤의 습작)
- 임낙호 (任洛鎬) : 자작 (임선준의 습작)

#### 자
- 정두화 (鄭斗和) : 남작 (정주영의 습작)
- 조대호 (趙大鎬) : 자작 (조중응의 습작)
- 조원흥 (趙源興) : 자작 (조대호의 습작)
- 조중헌 (趙重獻) : 남작 (조동희의 습작)

#### 하
- 한상기 (韓相琦) : 남작 (한창수의 습작)

## 같이 보기
- 민족문제연구소의 친일인명사전 수록예정자 명단 - 수작/습작
- 대한민국 정부 발표 친일반민족행위자 명단 - 정치